# Fussballclub St. Gallen 1879
El FC St. Gallen (oficialmente Fussballclub St. Gallen 1879) es un club de fútbol suizo que juega en la ciudad de San Galo en el Cantón de San Galo. Fue fundado en 1879, disputa sus partidos como local en el Kybunpark y juega actualmente en la Super Liga Suiza. El club es el más antiguo del fútbol suizo y de Europa continental. En su palmarés cuenta con dos ligas.

## Uniforme

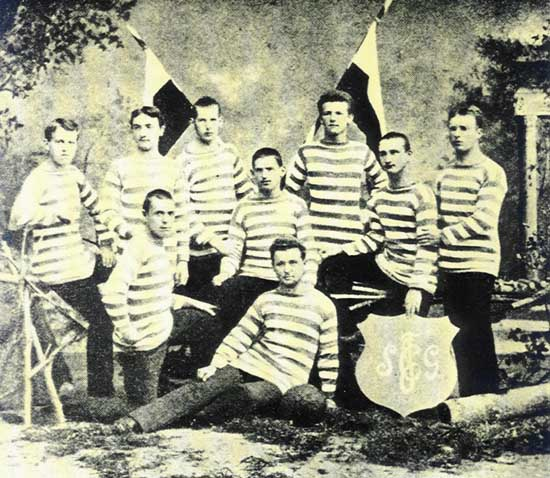
FC St. Gallen en 1881

- Uniforme titular: Camiseta verde y blanca, pantalón verde, medias blancas.
- Uniforme alternativo: Camiseta verde, pantalón negro, medias verdes.

## Jugadores

### Números retirados
- 17 -  Marc Zellweger (1994-2001, 2003-2010)

## Palmarés

### Torneos nacionales
- Super Liga Suiza (2) : 1903/04, 1999/00
- Challenge League (2): 2009, 2012
- Copa de Suiza (1): 1969
- Copa de Liga de Suiza (1): 1978

## Participación en competiciones de la UEFA
| Temporada | Torneo                 | Ronda             | Club                | Casa      | Visita    | Global      |
| --------- | ---------------------- | ----------------- | ------------------- | --------- | --------- | ----------- |
| 1969–70   | UEFA Cup Winners' Cup  | 1                 | BK Frem             | 1–0       | 1–2       | 2–2 (a)     |
| 1969–70   | UEFA Cup Winners' Cup  | 2                 | Levski Sofia        | 0–0       | 0–4       | 0–4         |
| 1983–84   | UEFA Cup               | 1                 | Radnički Niš        | 1–2       | 0–3       | 1–5         |
| 1985–86   | UEFA Cup               | 1                 | Inter de Milán      | 0–0       | 1–5       | 1–5         |
| 1998      | UEFA Intertoto Cup     | 1                 | Viljandi JK Tulevik | 3–2       | 6–1       | 9–3         |
| 1998      | UEFA Intertoto Cup     | 2                 | Austria Salzburg    | 1–0       | 1–3       | 2–3         |
| 2000–2001 | UEFA Champions League  | 3ª Clasificatoria | Galatasaray         | 1–2       | 2–2       | 3–4         |
| 2000–2001 | UEFA Cup               | 1                 | Chelsea             | 2–0       | 0–1       | 2–1         |
| 2000–2001 | UEFA Cup               | 2                 | Club Brugge         | 1–1       | 1–2       | 2–3         |
| 2001–2002 | UEFA Cup               | Clasificatoria    | Pelister            | 2–3       | 2–0       | 4–3         |
| 2001–2002 | UEFA Cup               | 1                 | Steaua București    | 2–1       | 1–1       | 3–2         |
| 2001–2002 | UEFA Cup               | 2                 | Friburgo            | 1–4       | 1–0       | 2–4         |
| 2002      | UEFA Intertoto Cup     | 1                 | B68 Toftir          | 5–1       | 6–0       | 11–1        |
| 2002      | UEFA Intertoto Cup     | 2                 | Willem II           | 1–1 (aet) | 0–1       | 1–2         |
| 2007      | UEFA Intertoto Cup     | 2                 | Dacia Chişinău      | 0–1 (aet) | 1–0       | 1–1 (0–3 p) |
| 2013–14   | UEFA Europa League     | Play-off          | Spartak Moscow      | 1–1       | 4–2       | 5–3         |
| 2013–14   | UEFA Europa League     | Grupo A           | Valencia            | 2–3       | 1–5       | 4º Lugar    |
| 2013–14   | UEFA Europa League     | Grupo A           | Swansea City        | 1–0       | 0–1       | 4º Lugar    |
| 2013–14   | UEFA Europa League     | Grupo A           | Kuban Krasnodar     | 2–0       | 0–4       | 4º Lugar    |
| 2018–19   | UEFA Europa League     | 2ª Clasificatoria | Sarpsborg 08        | 2–1       | 0–1       | 2–2 (a)     |
| 2020–21   | UEFA Europa League     | 3ª Clasificatoria | AEK Atenas          | 0–1       | –         | 0–1         |
| 2024-25   | UEFA Conference League | 2ª Clasificatoria | Tobol Kostanai      | 4-1       | 1-0       | 5-1         |
| 2024-25   | UEFA Conference League | 3ª Clasificatoria | Slask Wroclaw       | 2-0       | 2-3       | 4-3         |
| 2024-25   | UEFA Conference League | Play-off          | Trabzonspor         | 0-0       | 1-1 (aet) | 1-1 (5–4 p) |
| 2024-25   | UEFA Conference League | Fase Liga         | Cercle Brujas       |           |           |             |
| 2024-25   | UEFA Conference League | Fase Liga         | ACF Fiorentina      |           |           |             |
| 2024-25   | UEFA Conference League | Fase Liga         | Larne FC            |           |           |             |
| 2024-25   | UEFA Conference League | Fase Liga         | FK TSC              |           |           |             |
| 2024-25   | UEFA Conference League | Fase Liga         | Vitória SC          |           |           |             |
| 2024-25   | UEFA Conference League | Fase Liga         | FC Heidenheim       |           |           |             |